# Tseng Kwong Chi
Tseng Kwong Chi fue un fotógrafo estadounidense nacido en la entonces colonia británica de Hong Kong (6 de septiembre de 1950) y emigrado finalmente a Estados Unidos. Murió en Manhattan el 10 de marzo de 1990. Fue un artista muy activo y conocido en el East Village de los años 80, estrecho colaborador de Keith Haring y del mismo círculo de Kenny Scharf o Cindy Sherman.  Cambió el nombre de Joseph Tseng, que había usado en Estados Unidos, por el original chino de Tseng Kwong Chi, e insistió en que se citara, al modo chino, primero el apellido. Fue hermano de la bailarina y coreógrafa Muna Tseng.

## Vida y carrera artística
El padre de Tseng era oficial del Kuomintang y en 1949, cuando los comunistas ganaron la guerra civil china, tuvo que abandonar Shanghái.  Tseng Kwong Chi nació en el Hong Kong británico al año siguiente. Pronto destacó por su precocidad con la pintura y caligrafía chinas. Estudió en el St Joseph's College de Hong Kong hasta los 16 años, cuando emigró con sus padres a Canadá. Después estudió pintura en París, en la Academia Julian, por la que se graduó en 1974. Se aficionó a la fotografía gracias a que su padre le regaló una cámara Rolleiflex. Abandonó Europa y se trasladó al 
East Village de Manhattan en 1979. Pronto entabló relación con los artistas de vanguardia del momento, como Haring, Scharf, Jean-Michel Basquiat, y Ann Magnuson.
Tseng Kwong Chi se inspiró en la obra fotográfica de Brassaï y Henri Cartier-Bresson. Realizó series fotográficas, como la titulada East Meets West (en español: Oriente se encuentra con Occidente), quizá su obra más famosa. Se trata de una serie de autorretratos en los que Tseng, vestido con lo que él llamaba su traje de Mao y gafas de sol, se fotografiaba (con rostro imperturbable, sin manifestar ninguna emoción) en los lugares turísticos muy famosos, como la Estatua de la Libertad, Cabo Cañaveral, Disneylandia, Notre-Dame de París o el World Trade Center de Nueva York.
Tseng comenzó a documentar fotográficamente (hizo más de 40.000 fotografías) el trabajo de Keith Haring. En 1984, estas fotos se mostraron junto con obras de Haring en la inauguración de la sede que la Galería Semaphore abrió en la esquina entre la Calle 10 y la Avenida B del East Village neoyorquino. La exposición se titulaba Art in Transit (en español: Arte en tránsito). Viajó con él entre 1982 y 1989. Tseng aprovechó estos viajes para ampliar las fotos de su East Meets West.
Tseng fotografió el primer aterrizaje del Concorde en el Aeropuerto Internacional John F. Kennedy de Nueva York. Tomó las fotos desde la propia pista.

## Vida personal
La dirección de Tseng en Nueva York era 162 W 21 St. Los últimos siete años de su vida, entre 1983 y 1990 tuvo como pareja a Robert-Kristoffer Haynes, quien también era su asistente y colaborador artístico.
Tseng murió de sida en 1990.

## Obra en museos
La obra de Tseng figura en el catálogo de instituciones como el Museo Solomon R. Guggenheim de Nueva York y el Museo de Arte Moderno de San Francisco. Tseng también figura en el archivo digital del Asian American Arts Centre.